# Титоренко, Владимир Ефимович
Влади́мир Ефи́мович Титоре́нко (6 августа 1958, Москва, РСФСР, СССР) — советский и российский дипломат, чрезвычайный и полномочный посол (2012). Кандидат исторических наук (1988), доктор политических наук (1994). Автор свыше 40 научных публикаций и монографии о внешней политике Египта.

## Биография
В 1981 году окончил Московский государственный институт международных отношений. Владеет арабским, английским и французским языками.
С 1981 года на дипломатической работе, занимал различные дипломатические должности в центральном аппарате Министерства иностранных дел СССР и за рубежом.
С 1994 по 1999 год работал советником-посланником Посольства России в Ираке.
С 1999 по 2002 год был главным советником и заместителем директора Департамента Ближнего Востока и Северной Африки МИД России.
С 29 марта 2002 по 8 декабря 2003 года в должности чрезвычайного и полномочного посла Российской Федерации в Ираке.
В ходе Иракской войны, при эвакуации российского посольства, 6 апреля 2003 года, близ города Фаллуджа, подвергся прицельному обстрелу со стороны американской бронеколонны, которая до этого расстреливала автомобили на трассе Багдад-Амман. В результате пострадали пять человек, в том числе сам В.Е.Титоренко и водитель посла — Владимир Архипов.
В ходе войны весной 2003 года передавал правительству Саддама Хусейна информацию от российской разведки.
С июля по декабрь 2003 года был в должности посла по особым поручениям МИД Российской Федерации.
С 8 декабря 2003 по 15 февраля 2007 года — чрезвычайный и полномочный посол Российской Федерации в Алжире.
С 10 июня 2007 по 9 ноября 2009 года был заместителем директора Департамента по вопросам новых вызовов и угроз МИД России.
С 9 ноября 2009 по 7 марта 2012 года — чрезвычайный и полномочный посол Российской Федерации в Государстве Катар.
29 ноября 2011 года при прибытии в аэропорт Дохи в нарушение Венской конвенции таможенники Катара попытались подвергнуть дипломата несанкционированной проверке, а также попытались отобрать дипломатическую почту, применяя при этом грубую физическую силу. Из-за нанесённых травм дипломат перенёс три операции по ликвидации разрыва и отслоению сетчатки глаза. МИД России заявил о понижении уровня дипотношений с Катаром из-за инцидента с российским послом.Вместе с тем аналитики склонны предполагать, что нападение на посла связано с позицией России по Сирии, которую неоднократно озвучивал Титоренко.
7 марта 2012 года президент Дмитрий Медведев из-за произошедшего инцидента своим указом освободил В. Е. Титоренко от должности посла России в Катаре, тем самым понизив уровень дипотношений между странами.
С 15 января 2019 по 10 января 2022 года — чрезвычайный и полномочный посол Российской Федерации в Центральноафриканской Республике.
С февраль 2022 по август 2023 года — заместитель директора Департамента по работе с соотечественниками МИД России.
С 1 сентября 2023 года — преподаватель Дипломатической академии МИД России.

## Награды
- Орден Мужества (10 июня 2003) — за мужество и отвагу, проявленные при исполнении служебного долга[14]
- Национальный орден Центральноафриканского признания степени коммандора (Указ президента ЦАР от 26.03.2022)
- Почётная грамота МИД России.

## Дипломатический ранг
- Чрезвычайный и полномочный посланник 2 класса (20 февраля 1999)[15]
- Чрезвычайный и полномочный посланник 1 класса (12 марта 2003)[16]
- Чрезвычайный и полномочный посол (12 февраля 2012)[17]